# Sardinella melanura
Sardinella melanura és una espècie de peix de la família dels clupeids i de l'ordre dels clupeïformes.

## Morfologia
- Els mascles poden assolir 15,2 cm de llargària total.[2][3]

## Hàbitat
És un peix marí que es troba a àrees de clima tropical (26°N-23°S, 37°E-179°W) fins als 50 m de fondària.

## Distribució geogràfica
Es troba des del Golf d'Aden fins a Madagascar, Maurici, el Mar d'Aràbia, el nord-oest de l'Índia, Indonèsia i Samoa. També és present a les Illes Penghu.

## Costums
Forma bancs a les aigües costaneres.

## Observacions
És considerat un bon esquer en la pesca de la tonyina.